# Campeonato Mundial de Rali de 2011
O Campeonato Mundial de Rali de 2011 é a 39ª temporada do Campeonato Mundial de Rali, organizado pela FIA. A temporada teve início em 10 de fevereiro no Rali da Suécia e conta com treze ralis no total. 

## Calendário
| Etapa | Datas           | Rali                 | Base do evento   | Categorias paralelas | Superfície                      |
| ----- | --------------- | -------------------- | ---------------- | -------------------- | ------------------------------- |
| 01    | 13 de fevereiro | Rali da Suécia       | Karlstad         | PWRC/SWRC            | Cascalho coberto de gelo e neve |
| 02    | 6 de março      | Rali do México       | León             | PWRC/SWRC            | Cascalho                        |
| 03    | 27 de março     | Rali de Portugal     | Faro             | PWRC/SWRC            | Cascalho                        |
| 04    | 16 de abril     | Rali da Jordânia     | Amã              | PWRC/SWRC            | Cascalho                        |
| 05    | 8 de maio       | Rali da Sardenha     | Olbia            | JWRC                 | Cascalho                        |
| 06    | 29 de maio      | Rali da Argentina    | Villa Carlos Paz | PWRC                 | Cascalho                        |
| 07    | 19 de junho     | Rali da Acrópole     | Atenas           | PWRC                 | Cascalho                        |
| 08    | 30 de julho     | Rali da Finlândia    | Jyväskylä        | SWRC/PWRC/WRC        | Cascalho                        |
| 09    | 21 de agosto    | Rali da Alemanha     | Trier            | SWRC                 | Cascalho e asfalto              |
| 10    | 11 de setembro  | Rali da Austrália    | Coffs Harbour    | PWRC                 | Cascalho                        |
| 11    | 2 de outubro    | Rali da Alsácia      | Estrasburgo      | SWRC                 | Asfalto                         |
| 12    | 23 de outubro   | Rali da Catalunha    | Salou            | SWRC                 | Asfalto                         |
| 13    | 13 de novembro  | Rali da Grã-Bretanha | Cardiff          | PWRC                 | Cascalho                        |